# Bartolommeo
Bartolommeo ist ein männlicher Vorname.

## Herkunft und Bedeutung
Bartolommeo ist eine italienische Form von Bartholomäus.

## Varianten
- Bartholomeo
- Bartolomeo

## Namensträger
- Bartolommeo Gamba (1766–1841), italienischer Bibliograph und Biograph
- Fra Bartolommeo (1472–1517), (eigentlich Bartolommeo Pagholo del Fattorino), italienischer Maler der florentinischen Schule
- Michelozzo di Bartolommeo (1396–1472; auch Michelozzo genannt), italienischer Bildhauer und Architekt